# Neve Chen
Neve Chen (hebrejsky: נווה חן) je čtvrť ve východní části Tel Avivu v Izraeli. Je součástí správního obvodu Rova 9 a samosprávné jednotky Rova Darom Mizrach.

## Geografie
Leží na východním okraji Tel Avivu, cca 5,5 kilometru od pobřeží Středozemního moře, v nadmořské výšce okolo 40 metrů. Na severu s ní sousedí čtvrť Ramat ha-Tajasim, na západě Kfar Šalem, na jihu Nir Aviv a Neve Eli'ezer. Na východě plynule navazuje zástavba sousedního města Ramat Gan.

## Popis čtvrti
Plocha čtvrti je vymezena na severu a východě třídou Derech ha-Tajasim, na jihu ulicí Machal na západě ulicí Ezra Korin. Zástavba má charakter husté mnohapodlažní bytové výstavby. V roce 2007 zde žilo 6316 obyvatel. 